# Pass

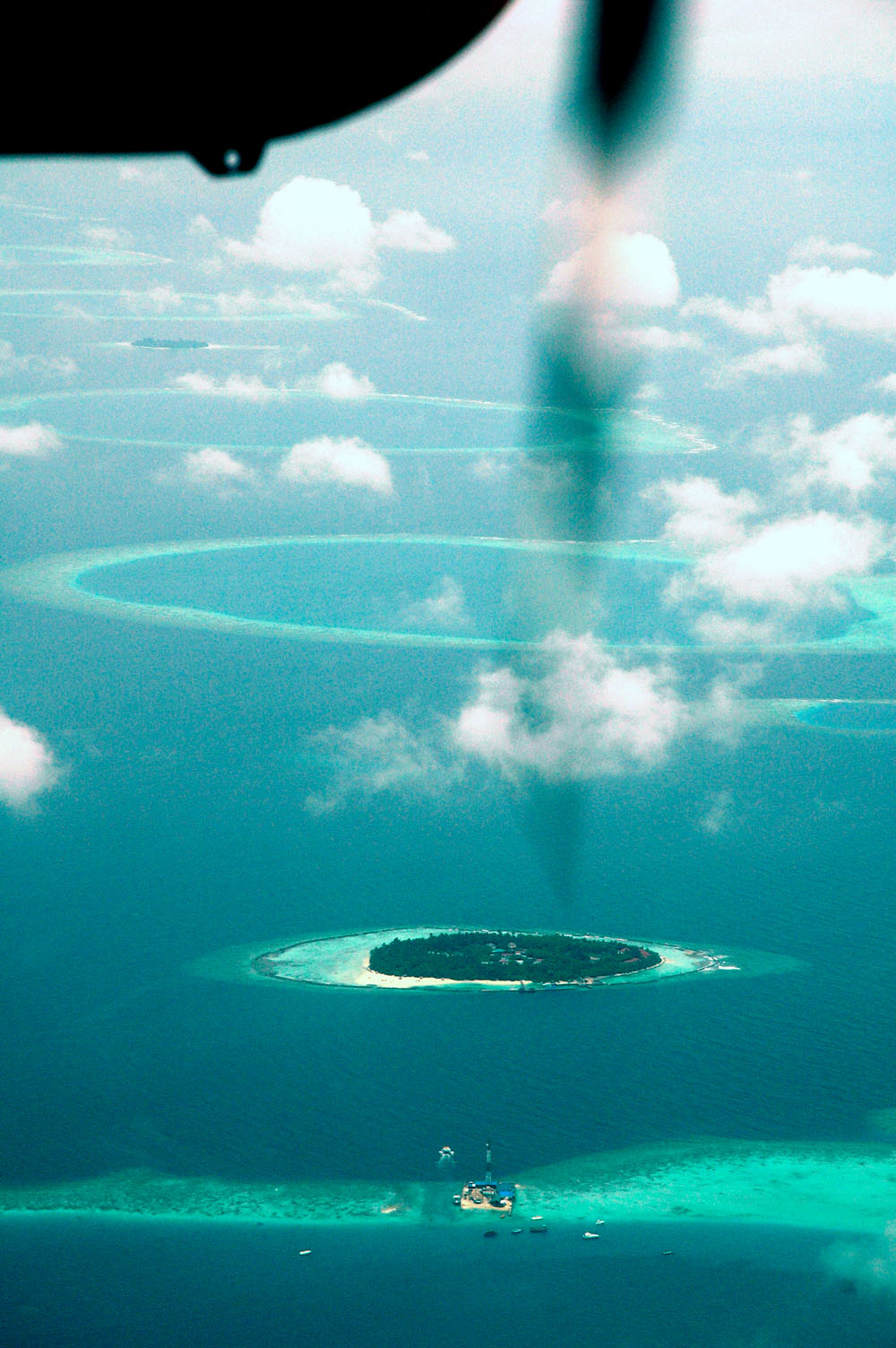
Il margine orientale dell'atollo maldiviano di Ari ripreso dall'idrovolante in direzione nord. In primo piano, l'isola di Ellaidhoo e, sullo sfondo, Bathaala. Tra le isole e gli anelli lagunari si distinguono chiaramente le pass, individuabili come canali sottomarini perpendicolari alla barriera, ove il mare appare più scuro.

Si definisce pass (dall'inglese pass = "passaggio, valico, gola"; in italiano la parola è femminile) un canale sottomarino che permette lo scambio delle acque interne di un atollo con quelle dell'oceano aperto. Ogni atollo è delimitato da una barriera corallina esterna che limita l'afflusso delle acque oceaniche e protegge quelle interne dalle mareggiate; la barriera s'interrompe in vari punti, sede di canali subacquei che possono raggiungere i 50-60 metri di profondità, a seconda delle caratteristiche topologiche e morfologiche del fondo. Durante le maree, si ha uno scambio tra l'acqua interna dell'atollo e quella dell'oceano, con apporto di ossigeno e plancton necessari all'ecosistema dell'atollo.

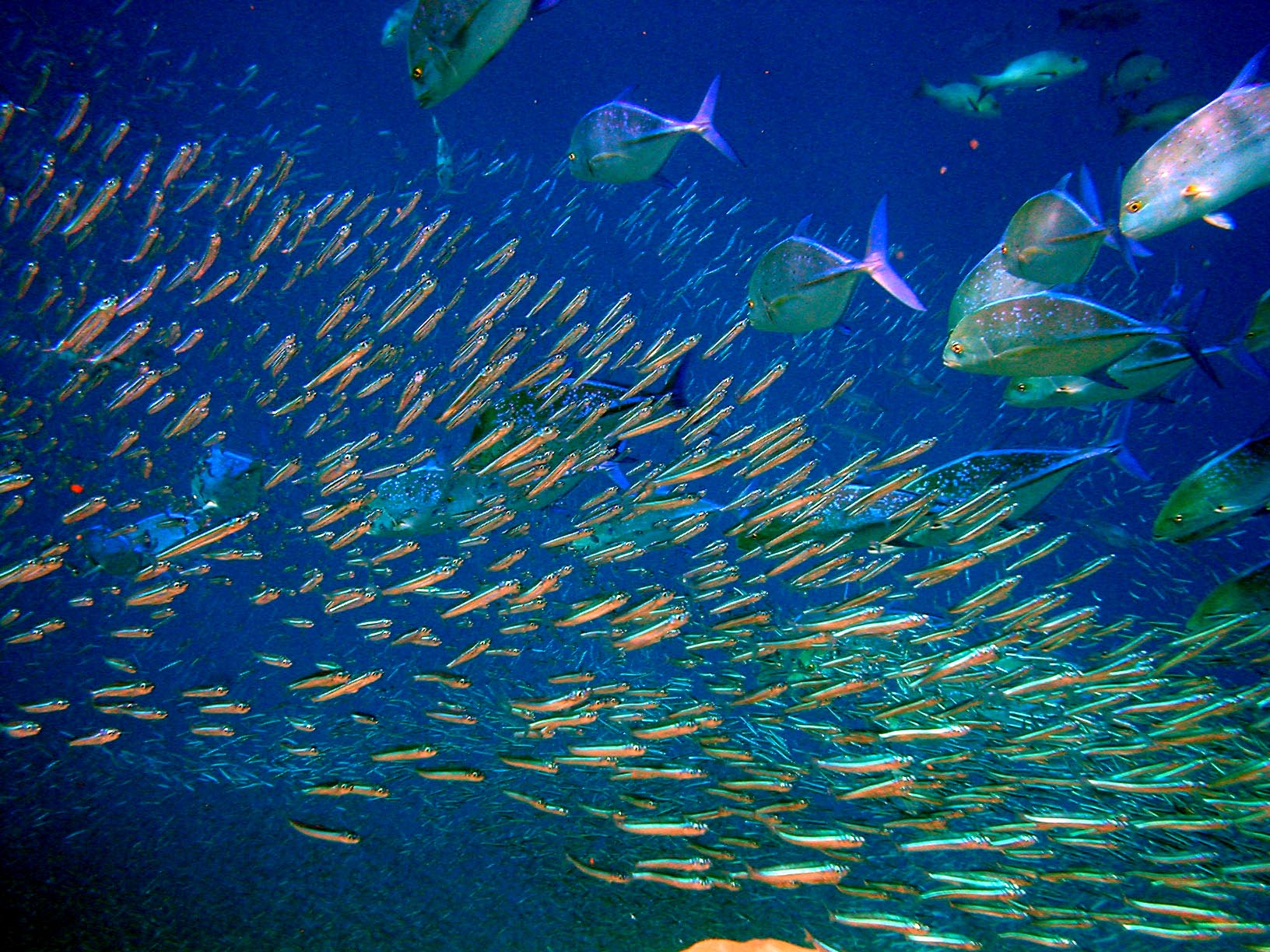
Un'immagine del pesce che si può ammirare nella pass di Moofushi (Moofushi Kandu); carangidi a caccia di cibo attaccano coordinatamente un banco di mushimas

Le pass costituiscono il luogo ideale per osservare la fauna ittica, specie di grandi dimensioni, perché sono un punto di scambio vitale fra l'oceano e l'atollo, e quindi una zona di conflitto fra innumerevoli specie.
Le pass sono in genere mete ambite dei subacquei perché al loro interno transitano grandi quantità di pesce pelagico in cerca di cibo (plancton). Le isole situate sulle pass sono in genere soggette a forti correnti che ne erodono le spiagge, determinando una forma generalmente allungata dell'isola stessa nonché della barriera che la circonda; per praticare in sicurezza lo snorkeling e la subacquea intorno a tali isole (nonché nelle pass stesse), evitando rischi di deriva, è pertanto necessario conoscere accuratamente i tempi delle maree.